# Carin Orrling
Carin Orrling, född 1942, är en svensk arkeolog, tidigare enhetschef på Statens historiska museum.
Orrling har, i samband med sin forskning, skrivit böcker om vikingarna samt om en rad andra historiska epoker.